# Generalplan Ost
Generalplan Ost (pronunție în germană [ɡenəˈʁaːlˌplaːn ˈɔst]; Planul general pentru est), abreviat GPO, a fost planul guvernului Germaniei Naziste pentru purificarea etnică prin genocid pe scară largă și colonizarea cu etnici germani a Europei Centrale și Răsăritene. Acest proces urma să fie aibă loc în teritoriile ocupate de Germania în timpul celui de-al Doilea Război Mondial. Punerea în aplicare a planului a fost încercată în timpul războiului, ducând indirect sau direct la moartea a milioane de oameni prin împușcare, înfometare, boli, Muncă forțată și genocid.
Cu toate acestea, implementarea sa deplină nu a fost considerată posibilă în timpul operațiunilor militare majore și nu a fost finalizat din cauza înfrângerii Germaniei.
Liniile directoare operaționale ale programului s-au bazat pe politica  Lebensraum  concepută de Adolf Hitler și Partidul Nazist conform ideologiei expansioniste germane - Marșul către Est (Drang nach Osten)⁠(d). Generalplan Ost era astfel o parte a Noii Ordini naziste în Europa.
Planul a fost în continuă schimbare, funcție de situația din Europa. Există patru versiuni cunoscute ale acestuia, dezvoltate odată cu trecerea timpului. După ocuparea Poloniei, planul original pentru Generalplan Ost (GPO) a fost discutat de RKFDV⁠(d) la mijlocul anului 1940 în timpul transferurilor de populație nazisto-sovietice. A doua versiune cunoscută a GPO a fost obținută de RSHA de la Erhard Wetzel în aprilie 1942. A treia versiune a fost datată oficial iunie 1942. Planul final de colonizare în răsărit a fost emis de RKFDV la 29 octombrie 1942. Cu toate acestea, după înfrângerea de la Stalingrad, planificarea colonizării în est a fost suspendată, iar programul a fost abandonat treptat. Planificarea includea și estimări ale costurilor de punere în practică, care variau între 40 și 67 de miliarde de mărci, această din urmă cifră fiind apropiată de întregul PIB al Germaniei pentru 1941. O estimare a costurilor de 45,7 miliarde de Reichsmarks a fost inclusă în versiunea din primăvara anului 1942 a planului, în care mai mult de jumătate din cheltuieli urma să fie alocată pentru îmbunătățiri funciare, dezvoltarea agriculturii și infrastructura de transport. Acest aspect al finanțării urma să fie furnizat direct din surse de stat, iar restul, precum pentru proiectele de dezvoltare urbană și industrială, urma să fie rezolvat în condițiile concurenței dintre diferitele firme private.

## Elaborarea și îmbunătățirea planului
Organismul responsabil pentru Generalplan Ost a fost  Biroul Principal de Securitate al Reichului German al SS (RSHA) sub conducerea lui Heinrich Himmler, care a comandat lucrarea. Documentul a fost revizuit de mai multe ori între iunie 1941 și primăvara anului 1942, pe măsură ce războiul din est a înregistra succese. Planul era strict confidențial, conținutul acestuia era cunoscut doar de cei de la nivelul de vârf al ierarhiei naziste; a fost distribuit de RSHA către Ministerul Reichului pentru Teritoriile Estice Ocupate (Ostministerium) la începutul anului 1942.
Conform mărturiei SS Standartenführer⁠(d) Dr. Hans Ehlich⁠(d) (unul dintre martorii dinaintea  Proceselor ulterioare din Nürnberg), versiunea originală a planului a fost elaborată în 1940. În calitate de înalt oficial al RSHA, Ehlich a fost omul responsabil pentru elaborarea Generalplan Ost împreună cu dr. Konrad Meyer⁠(d), șeful Biroului de Planificare al  Comisariatului Reichului pentru Consolidarea Națiunii Germane. A fost precedat de conceptul Ostforschung (Explorarea Răsăritului)⁠(d).

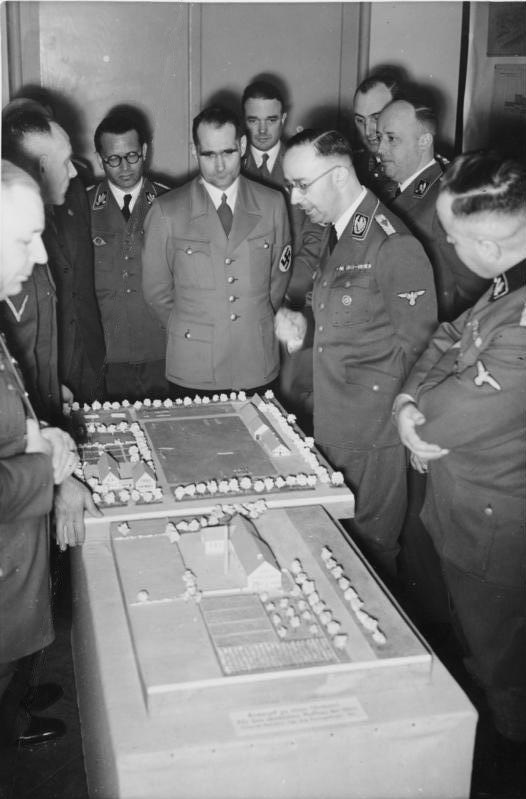
Vizita lui Rudolf Hess și Heinrich Himmler la expoziția „Planificare și construcție în Est” din Berlin, martie 1941. „Führerul adjunct, Rudolf Hess, a inspectat astăzi la Berlin o expoziție privind construcția și planificarea în Est, organizată de Reichsfuhrerul SS Heinrich Himmler. Reichsfuhrer-ul SS, în calitatea sa de Comisar al Reichului pentru Consolidarea Națiunii Germane, a făcut declarații fundamentale despre așezarea rurală planificată în zonele de est recâștigate și le-a explicat în detaliu folosind modele și desene.”

Versiunile preliminare au fost discutate de Heinrich Himmler și de colaboratorii săi cei mai de încredere chiar înainte de izbucnirea războiului. Acest lucru a fost menționat de SS-Obergruppenführer Erich von dem Bach-Zelewski⁠(d)] în timpul depoziției ca martor al acuzării în procesul oficialilor din cadrul [[RuSHA| Biroului Central pentru Rasă și Colonizare (RuSHA)). Potrivit lui Bach-Zelewski, Himmler a declarat deschis: „Este o chestiune de existență, deci va fi o luptă rasială de o severitate nemiloasă, în cursul căreia 20-30 de milioane de slavi și evrei vor pieri prin acțiuni militare și crize de aprovizionare cu alimente”. O schimbare fundamentală în plan a fost introdusă la 24 iunie 1941 - la două zile după începerea Operațiunii Barbaross  – când  „soluția” la chestiunea evreiască a încetat să mai facă parte din acest cadru special, devenind o prioritate autonomă și letală.
Aproape toată documentația din timpul războiului referitoare la Generalplan Ost a fost distrusă în mod deliberat cu puțin timp înainte de înfrângerea Germaniei în mai 1945, iar propunerea completă nu a fost niciodată găsită, deși mai multe documente fac referire la ea sau o completează. Cu toate acestea, cele mai multe dintre elementele esențiale ale planului au fost reconstituite din documentele întâlnirilor, note ale participanților și alte documente.
Un document important care a permis istoricilor să reconstituie cu exactitate Generalplan Ost a fost un memorandum publicat la 27 aprilie 1942 de Erhard Wetzel⁠(d), director al  Rassenpolitisches Amt der NSDAP (Biroul pentru politica rasială al Partidului Național-Socialist, cu titlul „Opinii și gânduri despre Generalplan Ost al Reichsführerului SS”. Memorandumul lui Wetzel a fost o prezentare amplă a propunerii Generalplan Ost. Acest document a ieșit la iveală abia în 1957.
Documentul care prevedea exterminarea popoarelor slave din Europa de Est a supraviețuit războiului și a fost citat de istoricul Timothy D. Snyder de la Universitatea Yale în 2010. Acesta arată că etnicii polonezi au fost ținta principală a Generalplan Ost.

## Fazele planului și punerea în aplicare a acestuia
| Grupuri etnice / naționalități vizate | Procentul din grup etnic care urma să fie eliminat de către Germania nazistă din viitoarele zone de colonizare |
| ------------------------------------- | --- |
| ruși                                  | cifre necunoscute                                                                                              |
| estoni                                | aproximativ 50%                                                                                                |
| letoni                                | 50% |
| cehi                                  | 50% |
| ucraineni                             | 65% deportați din Ucraina de vest, 35% de germanizat                                                           |
| belaruși                              | 75% |
| polonezi                              | 20 milioane, aproximativ 80–85%                                                                                |
| lituanieni                            | 85% |
| latgalieni                            | 100% |

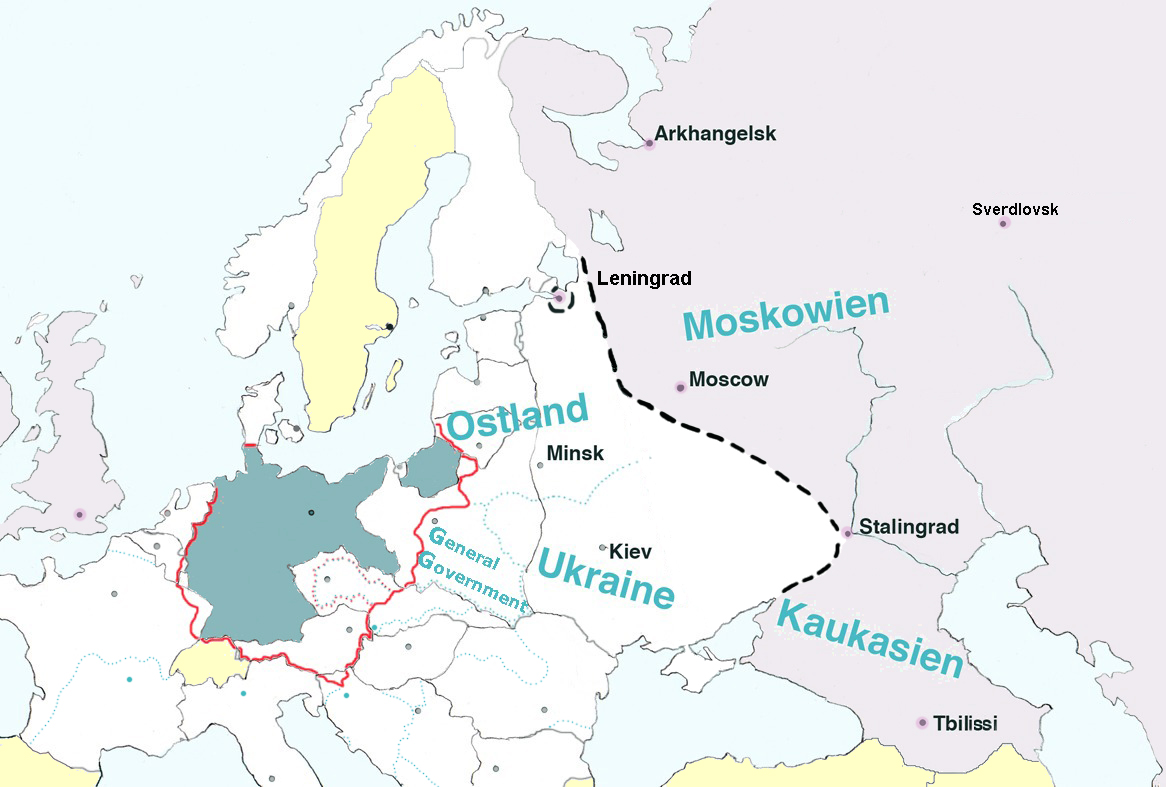
Harta Europei antebelice care prezintă extinderea la care urma să ajungă Generalplan Ost.
Legendă:
Gri închis - Germania (Deutsches Reich). Linia neagră punctată - extinderea unui plan detaliat al "celei de-a doua faze de colonizare" (zweite Siedlungsphase).
Gri deschis - aria teritorială planificată a unităților administrative ale Reichskommissariatelor; denumirile lor în albastru sunt Ostland (1941-1945), Ukraine (1941-1944), Moskowien (nerealizat) și Kaukasien (nerealizat).

Generalplan Ost a fost un plan secret al Germaniei Naziste pentru colonizarea Europa Centrală și de Est. Punerea în practică a acestui plan ar fi necesitat genocidul  și purificarea etnică la o scară uriașa întreprinse în teritoriile europene ocupate de germani în timpul celui de-al Doilea Război Mondial. Printre acțiunile care aveau să fie întreprinse era și exterminarea a numeroși slavi din Europa. Planul, pregătit în perioada 1939–1942, a fost parte a politicii lui Adolf Hitler și a Partidului Nazist cunoscute ca Lebensraum și a ideologiei Drang nach Osten⁠(d) („Marșul către est”) de expansiune către răsărit, ambele fiind parte a unui plan mai amplu al  Noii Ordini.
Versiunea finală a Generalplan Ost a fost împărțită în două părți; „Planul mic” (Kleine Planung), care acoperea acțiunile întreprinse în timpul războiului și „Planul mare” (Grosse Planung), care descria pașii care trebuiau întreprinși treptat de-a lungul unei perioade de 25-30 de ani după ce Germania ar fi fost învingătoare în război. Ambele planuri implicau o politică de purificare etnică. În iunie 1941, planul prevedea deportarea a 31 de milioane de slavi în Siberia.
Generalplan Ost prevedea diferite procente din populația cucerită sau colonizată care erau vizate pentru îndepărtare și distrugere fizică; efectul net ar fi fost acela de a se asigura că teritoriile cucerite vor deveni germane. În termen de zece ani, planul prevedea efectiv exterminarea, expulzarea, germanizarea sau înrobirea majorității sau a tuturor slavilor răsăriteni și apuseni care trăiau în spatele liniilor de front din Europa central-estică. „Planul mic” avea să fie pus în practică pe măsură ce germanii cucereau zonele aflate la est de granițele antebelice. După război, în cadrul „Planului mare”, urmau să fie afectați mai oameni din Europa de Est.   În locul locuitorilor est-europeni urmau să fie colonizați până la 10 milioane de germani în „Spațiul vital” extins (Lebensraum). Deoarece numărul germanilor părea să fie insuficient pentru popularea vastele teritorii din Europa Centrală și de Est, popoarele considerate că se plasau din punct de vedere rasial între germani și ruși (Mittelschicht), adică letonii și cehii, trebuiau, de asemenea, să fie relocate acolo.

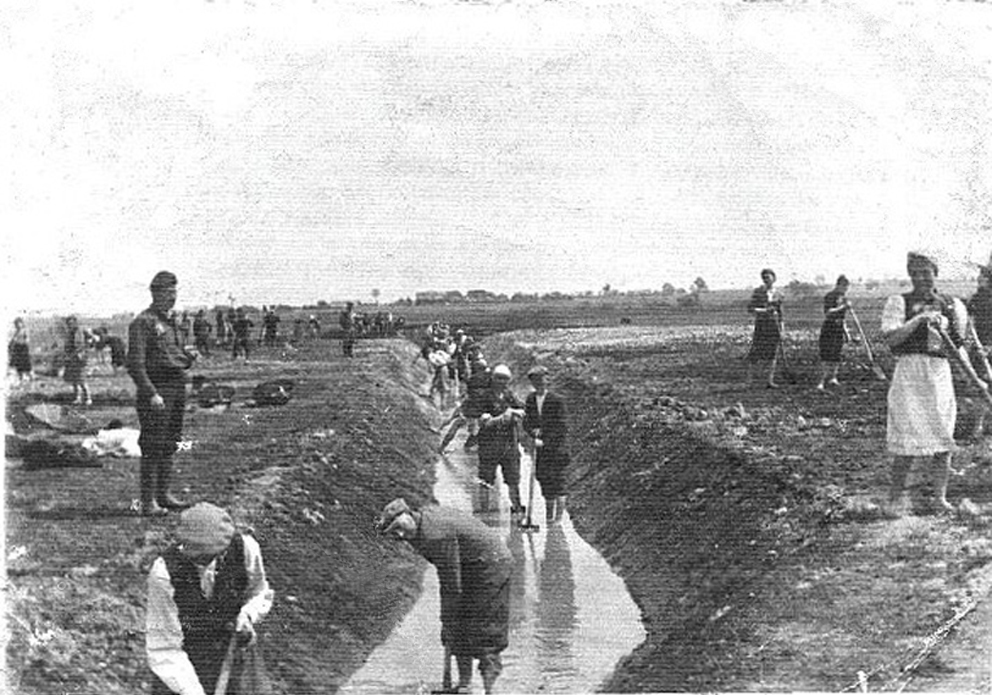
Prizonieri și lagărul de muncă forțată Krychów sapă canale de irigație pentru noile latifundii germane înființate conform Generalplan Ost. Cei mai mulți prizonieri, evrei polonezi și câțiva rroma, au fost trimiși mai apoi în Lagărul de exterminare Sobibor.

Naziștii intenționau să germanizeze anumite popoare din Europa Centrală și de Est, cu condiția ca reprezentanții acestora să fie considerate elemente dezirabile pentru viitorul Reich din punct de vedere al teoriilor rasiale ale acestuia. Planul stipula că vor exista metode diferite pentru tratarea anumitor națiuni și chiar a anumitor grupuri din cadrul acestora. S-a încercat chiar să se stabilească criteriile de bază care să fie folosite pentru a determina dacă un anumit grup se pretează sau nu la germanizare. Aceste criterii urmau să fie aplicate cu mai multă generozitate în cazul națiunilor al căror material rasial (rassische Substanz) și nivel de dezvoltare culturală le făceau mai potrivite decât altele pentru germanizare. Planul a considerat că există un număr mare de astfel de elemente printre locuitorii statele baltice. Erhard Wetzel a considerat că ar trebui să se ia în considerație o posibilă germanizare a întregii națiuni estoniene și a unei părți considerabile a celei letone. Pe de altă parte, lituanienii păreau mai puțin dezirabili, deoarece „aveau un amestec prea mare de sânge slav”. Opinia lui Himmler era că „aproape întreaga națiune lituaniană va trebui să fie deportată în est”. Himmler ar fi avut chiar o atitudine pozitivă față de germanizarea populațiilor din Alsacia-Lorena, zonele de graniță ale Slovenia (Craina Superioară și Stiria de sud]]) și Boemia-Moravia, dar nu și față de Lituania, susținând că populația acesteia este de „rasă inferioară”..
Lituania, Letonia și Estonia urmau să fie desființate ca stat, iar teritoriile lor urmau să fie incluse în zona de colonizare germană. Acest lucru a însemnat că Letonia și mai ales Lituania urmau să fie cuprinse în planurile de deportare, deși într-o formă ceva mai blândă decât expulzarea slavilor în Siberia de Vest. În timp ce estonienii avea să fie scutiți de represiuni și lichidări fizice imediate (pe care le experimentau evreii și polonezii), planificatorii naziști nu au prevăzut existența acestora în entități independente și puteau fi și ei deportați, alternativa fiind deznaționalizarea. Planurile inițiale prevedeau ca Letonia, Lituania și Estonia să fie germanizate în 25 de ani. Heinrich Himmler a revizuit aceste termene la 20 de ani.

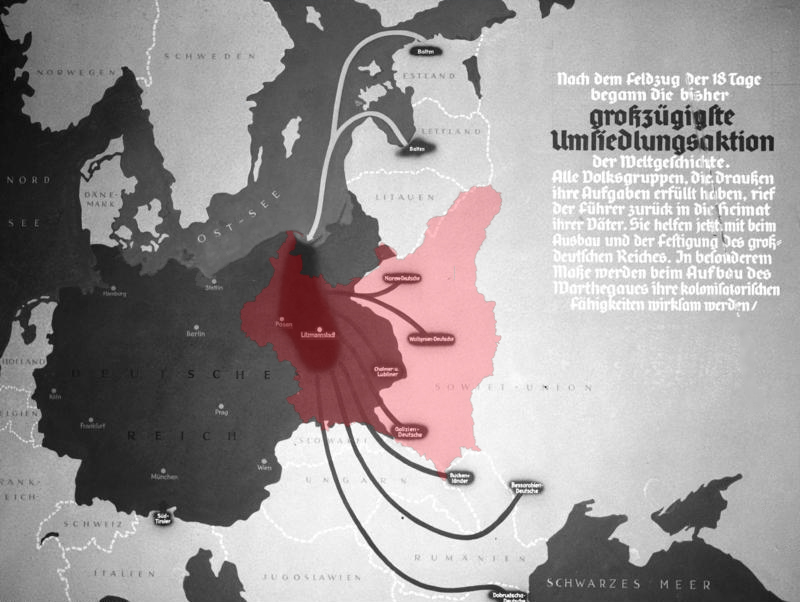
Afiș de propagandă nazistă din 1939 (gri închis) după ocuparea Poloniei. Acesta înfățișează pungi de coloniști germani care se reinstalează în timpul acțiunii Heim ins Reich în zonele poloneze anexate de Germania nazistă, veniți din teritoriile controlate de sovietici. Conturul Poloniei (aici suprapus în roșu) lipsea din afișul original.

În 1941, naziștii au decis să distrugă complet națiunea poloneză, iar conducerea germană a decis ca în 15-20 de ani regiunile poloneze aflat sub ocupație germană să fie complet curățate de orice etnici polonezi și să fie colonizat cu germani.
Majoritatea dintre ei, acum privați de conducătorii și de cea mai mare parte a intelectualității lor⁠(d) (prin asasinate în masă, distrugerea culturii, interzicerea educației peste nivelul elementar și răpirea copiilor pentru germanizare), ar fi trebuit să fie deportați în regiuni din est și împrăștiați pe o suprafață cât mai mare din Siberia de Vest. Conform planului, acest lucru ar fi dus la asimilarea lor de către populațiile locale, ceea ar fi avut ca rezultat dispariția polonezilor ca națiune.
Conform planului, doar aproximativ 3-4 milioane de polonezi "negermanizați" (toți țărani) urmau să rămână în fosta Polonie până în 1952. Celor care încă nu se germanizau urma să li se interzică să se căsătorească, interdicția existentă de a acorda ajutor medical polonezilor din Germania urma să fie extinsă și, în cele din urmă, polonezii urmau să înceteze să mai existe. Este posibil ca experimentele de sterilizare în masă din lagărele de concentrare să fi fost, de asemenea, destinate utilizării pe populațiile destinate dispariției. Soldații-țarani, sau Wehrbauer⁠(d), urmau să fie colonizați pe o linie fortificată pentru ca să împiedice revenirea elementelor deportate și amenințările la adresa Germaniei. O rasă de țărani duri avea să servească ca un bastion împotriva atacurilor  –  pe o linie de apărare care nu era însă foarte departe de „frontiera” cu sferei de influență a principalului aliat din Axă, Sfera de coprosperitate a Asiei Mari Răsăritene a Imperiului Japonez, care avea să apară după înfrângerea completă a Uniunii Sovietice.
Confiscarea proviziilor de alimente din Ucraina a dus la înfometarea populației, așa cum se intenționa pentru a depopula regiunea în vederea colonizării germane. Soldaților li se spunea să nu le fie milă de femeile și copii ucraineni înfometați, deoarece fiecare bucățică de mâncare care le era dată era furată de la poporul german, punându-i în pericol hrana acestuia din urmă.

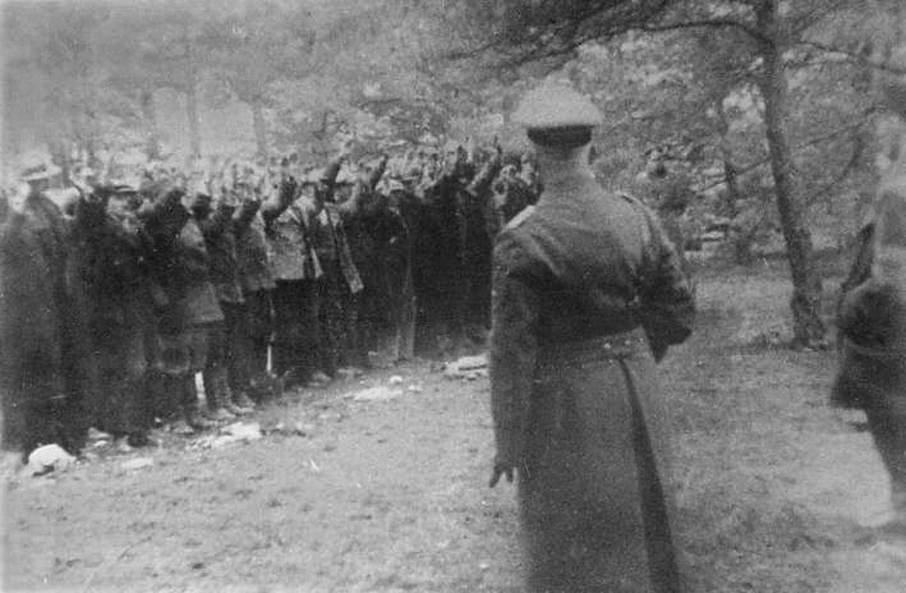
Masacrarea intelectualilor polonezi la Piaśnica

Creatorii Generalplanului Ost au avut în vedere politici foarte diferite, iar unele dintre ele au ajuns să fie puse în aplicare de Germania în ceea ce privește diferitele teritorii și grupuri etnice slave. De exemplu, până în august-septembrie 1939 (Operațiunea Tannenberg, urmată de A-B Aktion în 1940), Einsatzgruppen, escadroane ale morții și lagăre de concentrare au fost folosite pentru a se ocupa de elita poloneză, în timp unui mic număr de intelectuali cehi li s-a permis să emigreze în străinătate. Anumite regiuni din Polonia au fost anexate de Germania la începutul războiului (lăsând deoparte Guvernământul General și zonele⁠(d) anexate anterior de Uniunea Sovietică), în timp ce celelalte teritorii au fost ocupate oficial de Germania sau aliatele ei (de exemplu, partea slovacă a Cehhoslovaciei a devenit un stat marionetă teoretic independent, în timp ce părțile etnic-cehe din Boemia și Moravia (excluzând astfel Sudetenland) au devenit un protectorat). Planul a fost pus parțial în practică în timpul războiului, având ca rezultat indirect și direct moartea a milioane de persoane de etnie slavă prin înfometare, boală sau exterminare prin muncă. 
Majoritatea celor 12 milioane de oameni supuși la muncă forțată au fost recrutați din Europa de răsărit, în special din teritoriile Uniunii Sovietice și Poloniei.
Unul dintre capetele de acuzare în cazul procesului lui Adolf Eichmann, ofițerul S.S. responsabil cu problemele de transport al Soluției finale, a fost implicarea sa în deportarea a 500.000 de polonezi. Eichmann a fost găsit vinovat pentru toate cele  15 capete de acuzare. Tribunalul Național Suprem al Poloniei a declarat că „exterminarea în masă a fost îndreptată mai întâi împotriva evreilor și apoi împotriva polonezilor și a avut toate caracteristicile genocidului în sensul biologic al acestui termen.”